# Dark Shadows (filme)
Dark Shadows (no Brasil, Sombras da Noite e em Portugal, Sombras da Escuridão) é um filme lançado em 2012, dirigido por Tim Burton, baseado na série da década de 1960, Dark Shadows de Dan Curtis. O filme é protagonizado por Johnny Depp e é produzido pela Warner Bros e GK Films.

## Sinopse
No século 18, a família Collins de Liverpool, Inglaterra, parte de navio para a America do Norte. O filho, Barnabas Collins (Johnny Depp), torna-se um playboy inveterado, muito rico e poderoso em Collinsport, cidade construída pela família, até que comete um erro ao seduzir e magoar Angelique Bouchard (Eva Green), uma bruxa poderosa que decide vingar-se matando sua amada Josett, e para que ele vivesse com essa dor o transformou em um vampiro e o enterrou vivo.
200 anos depois, Barnabas é libertado e retorna para encontrar sua mansão em ruínas, onde vive seus descendentes. Eles abrigam a psiquiatra Julia Hoffman (Helena Bonham Carter) e a tutora do pequeno David (Gully McGrath) a deslumbrante Victória Winters (Bella Heathcote), por quem Barnabas se apaixona. Depois de conversar com a anfitriã da mansão Elizabeth Collins (Michelle Pfeiffer) descobre que Angelique permaneceu viva todos esses anos e roubou os negócios da família. Agora Barnabas deve conquistar o coração de Victória, recuperar sua fortuna e a honra de sua família sem sucumbir as tentações da sedutora Bruxa.

## Elenco
- Johnny Depp - Barnabas Collins
- Eva Green   - Angelique Bouchard "Angie"
- Michelle Pfeiffer - Elizabeth Collins Stoddard, Matriarca da Familia
- Bella Heathcote - Maggie Evans/ Victoria Winters / Josette DuPres
- Jonny Lee Miller - Roger Collins
- Helena Bonham Carter - Dra. Julia Hoffman
- Chloë Grace Moretz - Carolyn Collins Stoddard
- Gully McGrath - David Collins
- Jackie Earle Haley - Willie Loomis
- Ray Shirley  - Mrs. Johnson
- Ivan Kaye - Joshua Collins, pai de Barnabas Collins
- Christopher Lee - Bill Malloy
- Alice Cooper - Alice Cooper (Participação Especial)
- Susanna Cappellaro - Naomi Collins, mãe de Barnabas Collins
- Hannah Murray - Hippie Chick
- Josephine Butler - Laura, a mãe de David

## Trilha Sonora
- "Nights in White Satin" - The Moody Blues
- "I'm Sick of You" -  Iggy & The Stooges -> Iggy Pop
- "Season of the Witch" - Donovan
- "Top of the World" - The Carpenters
- "You're the First, the Last, My Everything" - Barry White
- "No More Mr. Nice Guy" - Alice Cooper
- "Ballad of Dwight Fry" - Alice Cooper
- "Go All the Way" - The Killers
- "Dark Shadows (Prologue)" - Danny Elfman
- "The End?" - Danny Elfman
- "The Joke" -  Johnny Depp